# اعتلال الدماغ السمي
اعتلال الدماغ السمي هو اضطراب عصبي يحدث بسبب التعرض لمذيبات عضوية ذات سمّية عصبية مثل التولين أو يلي التعرض لمعادن ثقيلة مثل المنغنيز كعرض جانبي لعلاج داء المثقبيات الإفريقية بعقار الميلارسوبرول أو التعرض لتراكيز عالية من أي ذيفان طبيعي مثل الذيفان الأزرق الموجود في المحار أو غلاف جراثيم الماء العذب الزرقاء. قد يحدث اعتلال الدماغ السمي بعد التعرض الحاد أو المزمن للمواد ذات السمية العصبية والتي تشمل: كل الذيفانات الطبيعية. قد يؤدي التعرض لمواد سامة إلى حدوث أعراض متنوعة تتميز بتبدّل الحالة العقلية وفقدان الذاكرة والمشاكل البصرية. قد يحدث اعتلال الدماغ السمي بسبب مواد كيميائية متنوعة -يشيع استعمال بعضها في الحياة اليومية- أو ذيفانات زرقاء تكون متراكمة حيويًا من براعم الطحالب الضارة التي تستقر في أعماق المسطحات المائية. قد يسبب اعتلال الدماغ السمي أذية دائمة للدماغ والعلاج الحالي هو للأعراض بشكل أساسي.

## الأعراض والعلامات
<<اعتلال الدماغ>> هو مصطلح عام يصف قصور الوظيفة الدماغية و<<سام>> يشير إلى أن قصور الوظيفة يحدث بسبب تأثير ذيفان على الدماغ. الميزة الأكثر بروزًا لاعتلال الدماغ السمي هو تبدل الحالة العقلية. التسمم الحاد هو عبارة عن أعراض معكوسة تحدث نتيجة التعرض للعديد من السموم العصبية الكيميائية الصنعية. تشمل أعراض التسمم الحاد: الشعور بخفة الرأس والدوار والصداع والغثيان، ويضع التعرضُ التراكمي المنتظم الذي يستمر لسنوات عديدة لهذه المذيبات السامة الفردَ تحت خطر عالٍ لحدوث اعتلال الدماغ السمي. قد يؤدي التعرض المزمن لمستويات منخفضة من هذه المواد الكيميائية ذات السمية العصبية إلى حدوث تغيرات معكوسة في المزاج والمشاعر تختفي عند توقف التعرض. بالمقابل فإن اعتلال الدماغ السمي الحاد والمزمن هو تغيرات ثابتة في الوظيفة العصبية يحدث الحاد منها نموذجيًا عند التعرض لتراكيز أعلى والمزمن عند التعرض لمدة أطول. لا تختفي أعراض اعتلال الدماغ السمي الحاد والمزمن عند توقف التعرض وقد تتضمن: فقدان ذاكرة وتغيرات طفيفة في الشخصية وزيادة الهيجان وبدء تدريجي لصعوبات في التركيز وحركات غير الإرادية (الباكنسونية) وتعب واختلاجات ومشاكل في قوة الساعد واكتئاب. وصفت ورقة بحثية لفيلدمان وزملائه حدوث تأثيرات عصبية سلوكية لدى رسام منزلي عمره 57 عامًا بسبب تعرضه المنتظم لكميات كبيرة من المذيبات.
أظهرت تحليلات التصوير بالرنين المغناطيسي زيادة معدلات الدوبامين المصنع في قشرة النواة العدسية (البطامَة) في الدماغ وتناقص حجم الجسم الثفني الأمامي والكلي وزوال النخاعين من المادة البيضاء المحيطية والعقد العصبية القاعدية والوطاء بالإضافة إلى التنشيط غير النموذجي للمناطق الأمامية من الدماغ بسبب حدوث معاوضة عصبية. إن الوصول إلى تشخيص معياري ومفصَّل هو أمر بالغ الأهمية بالنسبة لاعتلال الدماغ السمي ويحدث ذلك من خلال أخذ التاريخ المهني بحذر والتاريخ الطبي والاختبارات التصويرية والعصبية السلوكية المعيارية.

## الأسباب
قد توجد المواد الكيميائية التي يمكن أن تحرض حدوث اعتلال الدماغ السمي مثل الرصاص في المنتجات اليومية مثل منتجات التنظيف ومواد البناء والمبيدات ومنقّيات الهواء والعطور. قد تُستنشَق هذه المواد الكيميائية الضارة (في حالة منقّيات الهواء) أو تُطبَّق على الجسم (في حالة العطور). تنتشر هذه المواد إلى الدماغ بسرعة لأنها مواد محبِّة للدهون فتعبر الحاجز الدماغي الدموي بسهولة. يحدث ذلك نتيجة لزيادة نفوذية الغشاء وجريان الدم الموضعي مع زيادة التقاط الجهاز العصبي المركزي للمذيب في حال القيام بمستويات عالية من النشاط الفيزيائي. عندما لا تُنزَع سميتها مباشرة، تبدأ أعراض اعتلال الدماغ السمي بالظهور. على كل حال، في الحالات المزمنة، قد لا تكون هذه التأثيرات شديدة بما يكفي لتجري ملاحظتها حتى وقت متأخر. سيسيئ زيادة وقت التعرض وزيادة تركيز المواد الكيميائية لتأثيرات اعتلال الدماغ السمي نظرًا للأذية البنيوية المُسببَة في الجهاز العصبي المركزي وتبعات القصور الوظيفي المباشرة.

## التشخيص
التشخيص السريع مهم جدًا لمنع حدوث أذية دماغية أكبر وعيوب عصبية إضافية. يجري التوصل للتشخيص عن طريق الاستبعاد لذلك يجب أن تجرى دراسة لكل الإمراضيات الأخرى المحتملة (التهاب الكبد، اليوريميا، الإنتان، الأورام). يجب أن تجرى الفحوص الماسحة مباشرة للمعادن الثقيلة بالإضافة للذيفانات الأخرى باعتبارها أكثر الأسباب الشائعة ويمكن عندها أن يُبعَد المريض عن البيئة الخطرة التي تعرض فيها لهذه المواد. بالإضافة لذلك، يجب أن يجرى فحص دموي كامل وفحص للمُستقلَبات في الدم.

## العلاج
يُقدّم العلاج بصورة أساسية فقط من أجل الأعراض التي يسببها اعتلال الدماغ السمي للمصابين به والتي تكون مختلفة اعتمادًا على شدة الحالة. قد تساعد تغييرات النظام الغذائي والمكملات الغذائية بعض المرضى. لتخفيف أو إيقاف الاختلاجات، يمكن إعطاء الأدوية المضادة للاختلاج. قد يكون هناك حاجة لإجراء تحال دموي أو جراحة زرع عضو في بعض الحالات الشديدة.
يتكوّن تدبير المرضى المصابين من الإيقاف الفوري لتعرض المريض للمواد السامة وعلاج التظاهرات السريرية الشائعة للاكتئاب -إن وجدت- واستشارة حول استراتيجيات الحياة للمساعدة في مواجهة الحالة الهون المحتملة.

## الإنذار
غالبًا ما يكون اعتلال الدماغ السمي غير معكوس. إن جرى التعامل مع مصدر المشكلة بإزالة المواد الكيميائية من الجسم قد يمنع ذلك حدوث أي أذى إضافي، لكن التعرض المطوّل للمواد الكيميائية قد يسبب تدميرًا سريعًا للدماغ. أظهرت الدراسات طويلة الأمد أن القصور الإدراكي (بصورة مبدئية قصور الانتباه ومعالجة المعلومات ما يؤدي إلى قصور في الذاكرة العاملة) يبقى حتى 10 سنوات تالية لإيقاف التعرض. قد تكون الحالات الشديدة من اعتلال الدماغ السمي مهددة للحياة.

## الأبحاث
أجريت الأبحاث من قبل منظمات مثل المؤسسة الوطنية للاضطرابات العصبية والنشبات الدماغية على المواد التي قد تسبب اعتلال الدماغ وآلية تأثيرها وكيفية الوقاية منه ومعالجته وشفاء الدماغ من هذه الحالة.